# Вавжинець Поджуцький
Вавжинець Поджуцький (пол. Wawrzyniec Podrzucki, 1962 — 7 січня 2021) — польський письменник-фантаст та учений-біолог.

## Біографія
Вавжинець Поджуцький народився у 1962 році в Гливицях. Після закінчення школи навчався на біологічному факультеті Університету Марії Кюрі-Склодовської в Любліні, де здобув фах мікробіолога. Після закінчення навчання тривалий час займався науковою роботою за фахом як у польських, так і закордонних наукових установах. У 1999 році захистив докторську дисертацію на тему експресії генів у вірусу герпесу І типу. з 1999 до 2003 року працював у інституті трансплантології у Варшаві, з 2003 року перебрався до Кракова, де працює в науковому інституті в системі Ягеллонського університету.
Літературною діяльністю Вавжинець Поджуцький розпочав займатися з 2003 року, коли вийшов друком його перший роман «Приспаний архів» (пол. Uśpione archiwum), яка стала першою частиною майбутньої трилогії «Іггдрасілль» (пол. Yggdrasill). У 2004 році вийшла друком друга частина циклу «Космічні зерна» (пол. Kosmiczne ziarna). У 2010 році вийшла друком третя частина трилогії «Повністю озеленені мости» (пол. Mosty wszechzieleni), яка номінувалась на Літературну премію імені Єжи Жулавського, проте здобула лише заохочувальний приз. Окрім циклу романів, Вавжинець Поджуцький є також автором низки науково-фантастичних оповідань.

### Цикл «Іггдрасілль»
- Приспаний архів (пол. Uśpione archiwum, 2003)
- Космічні зерна (пол. Kosmiczne ziarna, 2004)
- Повністю озеленені мости (пол. Mosty wszechzieleni, 2010)

### Оповідання
- Я був роботом Його Королівської Величності (пол. Byłem robotem Jej Królewskiej Mości, 2004)
- Нафтовики (пол. Nafciarze, 2004)
- Дарунок (пол. Podarek, 2003)
- Професія: Прометей (пол. Zawód: Prometeusz, 2004)
- Видиме коло (пол. Zakres widzialny, 2011)
- Фальстарт (пол. Falstart, 2014)